# Lynda Boyd

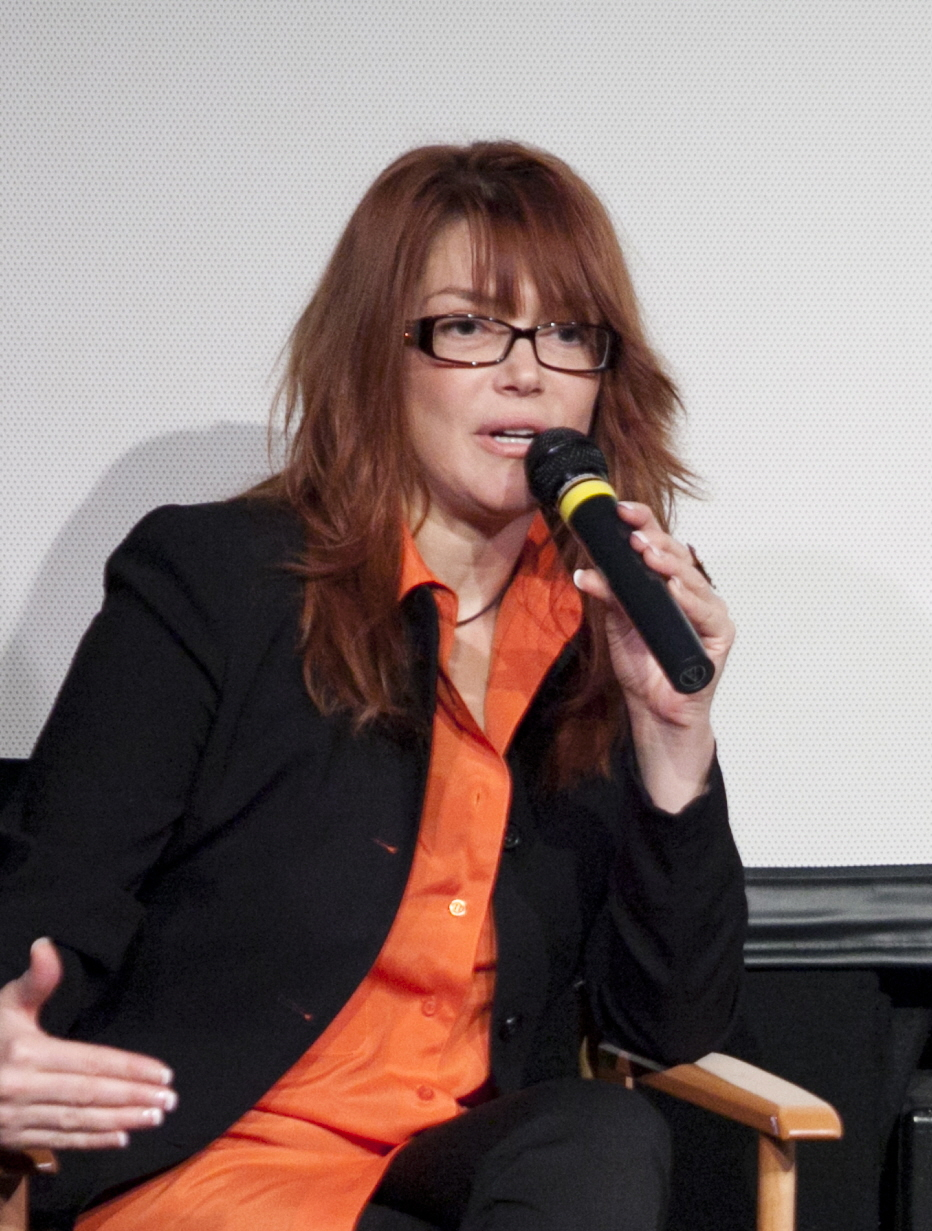
Lynda Boyd (2012)

Lynda Boyd (* 28. Januar 1965 in Vancouver) ist eine kanadische Filmschauspielerin.

## Leben
Lynda Boyd wurde Mitte der 1980er Jahre als Filmschauspielerin tätig. Zu ihren bekannteren Nebenrollen gehört „Nora Carpenter“ in Final Destination 2, „Cheryl“ in She’s the Man – Voll mein Typ! und Ehefrau „Rose Miller“ in der Serie Republic of Doyle – Einsatz für zwei ab 2010. Insgesamt wirkte sie in über 140 Produktionen mit.

## Filmografie (Auswahl)
- 1992: The Heights – Rockin’ Friends (The Heights, Filmserie, Folge 1x13 The Transformation)
- 1993: Halloween Twins, jetzt hexen sie doppelt (Double, Double, Toil and Trouble, Fernsehfilm)
- 1993–1995: Akte X – Die unheimlichen Fälle des FBI (The X-Files, Fernsehserie, 2 Folgen)
- 1997: The Invader – Killer aus einer anderen Welt (The Invader)
- 1998: Die unschuldige Mörderin (I Know What You Did)
- 1998–2001: You, Me and the Kids (Fernsehserie, 104 Folgen)
- 2000: The Inspectors – Zerrissene Beweise (The Inspectors 2)
- 2002: I Spy
- 2003: Final Destination 2
- 2005: Ein ungezähmtes Leben (Un Unfinished Life)
- 2006: The Fast and the Furious: Tokyo Drift
- 2006: She’s the Man – Voll mein Typ! (She’s the Man)
- 2006–2007: Falcon Beach (Fernsehserie, 15 Folgen)
- 2008: Another Cinderella Story
- 2010: Die Liste (The Client List, Fernsehfilm)
- 2010–2014: Republic of Doyle – Einsatz für zwei (Republic of Doyle, Fernsehserie, 77 Folgen)
- 2014: We Were Wolves
- 2015: Für immer Adaline (The Age of Adaline)
- 2015: Janette Oke: Die Coal Valley Saga (When Calls the Heart, Fernsehserie, 5 Folgen)
- 2015–2016: Arrow (Fernsehserie, 3 Folgen)
- 2016: Anleitung zum Verlieben (Dater’s Handbook, Fernsehfilm)
- 2017–2019: Tin Star (Fernsehserie, 12 Folgen)
- 2018: Hopeless Romantic
- 2019: Chaos auf der Feuerwache (Playing with Fire)
- 2019–2022: Virgin River (Fernsehserie, 18 Folgen)
- 2021: Broken Diamonds
- 2021–2024: Family Law (Fernsehserie, 7 Folgen)
- 2021: An Unexpected Christmas (Fernsehfilm)
- 2021: Christmas in Tahoe (Fernsehfilm)
- 2022: Cut, Color, Murder (Fernsehfilm)
- 2022: Mit Liebe zum Mord (An Aurora Teagarden Mystery, Filmreihe, Folge 1x18 Haunted by Murder)
- 2023: The Wedding Veil Inspiration (Fernsehfilm)
- 2023: With Love and a Major Organ
- 2023–2024: Sullivan’s Crossing (Fernsehserie, 14 Folgen)
- 2023: Make Me a Match (Fernsehfilm)
- 2023: The More Love Grows (Fernsehfilm)
- 2023: Christmas on Cherry Lane
- 2023: Dial S for Santa (Fernsehfilm)
- 2024: The Real West (Fernsehfilm)
- 2024: A Christmas Less Traveled (Fernsehfilm)
- 2024: Happy Howlidays (Fernsehfilm)
- 2024: Fire Country (Fernsehserie, Folge 3x04 Keep Your Cool)